# Laurent Roussey
Laurent Roussey (Lione, 27 dicembre 1961) è un allenatore di calcio ed ex calciatore francese, di ruolo attaccante.

## Carriera

### Club

#### Allenatore
Nel febbraio del 2011 torna alla guida del Sion. Dopo aver vinto una Coppa Svizzera dà le proprie dimissioni il 23 aprile 2012, all'indomani della pesante sconfitta interna contro il Basilea. Il 25 maggio 2012 viene ingaggiato dal Losanna.Dopo aver ottenuto solo 4 punti dopo 12 partite, decide di un comune accordo con la società vodese di rassegnare le dimissioni il 21 ottobre 2013 per firmare un'intesa lo stesso giorno al Sion; club che aveva lasciato 18 mesi prima.

## Statistiche

### Statistiche da allenatore

#### Club
Statistiche aggiornate al 30 giugno 2024. In grassetto le competizioni vinte.
| Stagione                 | Squadra                  | Campionato               | Campionato | Campionato | Campionato | Campionato | Coppe nazionali | Coppe nazionali | Coppe nazionali | Coppe nazionali | Coppe nazionali | Coppe continentali | Coppe continentali | Coppe continentali | Coppe continentali | Coppe continentali | Altre coppe | Altre coppe | Altre coppe | Altre coppe | Altre coppe | Totale | Totale | Totale | Totale | Vittorie % | Piazzamento      |
| Stagione                 | Squadra                  | Comp                     | G          | V          | N          | P          | Comp            | G               | V               | N               | P               | Comp               | G                  | V                  | N                  | P                  | Comp        | G           | V           | N           | P           | G      | V      | N      | P      | %          | Piazzamento      |
| ------------------------ | ------------------------ | ------------------------ | ---------- | ---------- | ---------- | ---------- | --------------- | --------------- | --------------- | --------------- | --------------- | ------------------ | ------------------ | ------------------ | ------------------ | ------------------ | ----------- | ----------- | ----------- | ----------- | ----------- | ------ | ------ | ------ | ------ | ---------- | ---------------- |
| 1995-1996                | Rouen                    | Nat2                     | 34         | 13         | 10         | 11         | CF              | 3               | 2               | 0               | 1               | -                  | -                  | -                  | -                  | -                  | -           | -           | -           | -           | -           | 37     | 15     | 10     | 12     | 40,54      | 8º               |
| 1996-1997                | Rouen                    | Nat2                     | 33         | 16         | 8          | 9          | CF              | 4               | 3               | 0               | 1               | -                  | -                  | -                  | -                  | -                  | -           | -           | -           | -           | -           | 37     | 19     | 8      | 9      | 51,35      | 5º               |
| 1997-1998                | Rouen                    | CFA                      | 34         | 14         | 10         | 10         | CF              | 6               | 5               | 0               | 1               | -                  | -                  | -                  | -                  | -                  | -           | -           | -           | -           | -           | 40     | 19     | 10     | 11     | 47,50      | 7º               |
| 1998-1999                | Rouen                    | CFA2                     | 30         | 22         | 4          | 4          | CF              | 10              | 8               | 1               | 1               | -                  | -                  | -                  | -                  | -                  | -           | -           | -           | -           | -           | 40     | 30     | 5      | 5      | 75,00      | 1º (prom.)       |
| 1999-2000                | Rouen                    | CFA                      | 34         | 16         | 11         | 7          | CF              | 3               | 2               | 0               | 1               | -                  | -                  | -                  | -                  | -                  | -           | -           | -           | -           | -           | 37     | 18     | 11     | 8      | 48,65      | 4º               |
| Totale Rouen             | Totale Rouen             | Totale Rouen             | 165        | 81         | 43         | 41         |                 | 26              | 20              | 1               | 5               |                    | -                  | -                  | -                  | -                  |             | -           | -           | -           | -           | 191    | 101    | 44     | 46     | 52,88      |                  |
| set. 2000-mar. 2001      | Créteil-Lusitanos        | D2                       | 23         | 5          | 9          | 9          | CF+CdL          | 1+2             | 0+1             | 0+0             | 1+1             | -                  | -                  | -                  | -                  | -                  | -           | -           | -           | -           | -           | 26     | 6      | 9      | 11     | 23,08      | Sub. Eson.       |
| 2001-2002                | Sion                     | LNA                      | 22+14      | 10+1       | 3+1        | 9+12       | CS              | 1               | 0               | 1               | 0               | -                  | -                  | -                  | -                  | -                  | -           | -           | -           | -           | -           | 37     | 11     | 5      | 21     | 29,73      | 8°               |
| 2007-2008                | Saint-Étienne            | L1                       | 38         | 16         | 10         | 12         | CF+CdL          | 1+1             | 0+0             | 0+0             | 1+1             | -                  | -                  | -                  | -                  | -                  | -           | -           | -           | -           | -           | 40     | 16     | 10     | 14     | 40,00      | 5°               |
| ago.-nov. 2008           | Saint-Étienne            | L1                       | 13         | 3          | 1          | 9          | CF+CdL          | 0+0             | 0+0             | 0+0             | 0+0             | CU                 | 4                  | 4                  | 0                  | 0                  | -           | -           | -           | -           | -           | 17     | 7      | 1      | 9      | 41,18      | Eson.            |
| Totale Saint-Etienne     | Totale Saint-Etienne     | Totale Saint-Etienne     | 51         | 19         | 11         | 21         |                 | 2               | 0               | 0               | 2               |                    | 4                  | 4                  | 0                  | 0                  |             | -           | -           | -           | -           | 57     | 23     | 11     | 23     | 40,35      |                  |
| feb.-mag. 2011           | Sion                     | SL                       | 15         | 7          | 3          | 5          | CS              | 3               | 3               | 0               | 0               | -                  | -                  | -                  | -                  | -                  | -           | -           | -           | -           | -           | 18     | 10     | 3      | 5      | 55,56      | Sub. 4°          |
| 2011-apr. 2012           | Sion                     | SL                       | 30         | 14         | 8          | 8          | CS              | 5               | 4               | 0               | 1               | UEL                | 2                  | 0                  | 0                  | 2                  | -           | -           | -           | -           | -           | 37     | 18     | 8      | 11     | 48,65      | Dimis.           |
| 2012-2013                | Losanna                  | SL                       | 36         | 8          | 9          | 19         | CS              | 4               | 3               | 0               | 1               | -                  | -                  | -                  | -                  | -                  | -           | -           | -           | -           | -           | 40     | 11     | 9      | 20     | 27,50      | 9°               |
| lug.-ott. 2013           | Losanna                  | SL                       | 12         | 1          | 1          | 10         | CS              | 2               | 2               | 0               | 0               | -                  | -                  | -                  | -                  | -                  | -           | -           | -           | -           | -           | 14     | 3      | 1      | 10     | 21,43      | Eson.            |
| Totale Losanna           | Totale Losanna           | Totale Losanna           | 48         | 9          | 10         | 29         |                 | 6               | 5               | 0               | 1               |                    | -                  | -                  | -                  | -                  |             | -           | -           | -           | -           | 54     | 14     | 10     | 30     | 25,93      |                  |
| ott. 2013-feb. 2014      | Sion                     | SL                       | 7          | 2          | 0          | 5          | CS              | 1               | 0               | 0               | 1               | -                  | -                  | -                  | -                  | -                  | -           | -           | -           | -           | -           | 8      | 2      | 0      | 6      | 25,00      | Sub. Eson.       |
| Totale Sion              | Totale Sion              | Totale Sion              | 88         | 34         | 15         | 39         |                 | 10              | 7               | 1               | 2               |                    | 2                  | 0                  | 0                  | 2                  |             | -           | -           | -           | -           | 100    | 41     | 16     | 43     | 41,00      |                  |
| dic. 2015-2016           | Créteil-Lusitanos        | L2                       | 21         | 2          | 8          | 11         | CF+CdL          | -               | -               | -               | -               | -                  | -                  | -                  | -                  | -                  | -           | -           | -           | -           | -           | 21     | 2      | 8      | 11     | &9,52      | Sub. 19° (retr.) |
| Totale Crétéil-Lusitanos | Totale Crétéil-Lusitanos | Totale Crétéil-Lusitanos | 44         | 7          | 17         | 20         |                 | 3               | 1               | 0               | 2               |                    | -                  | -                  | -                  | -                  |             | -           | -           | -           | -           | 47     | 8      | 17     | 22     | 17,02      |                  |
| 2019-feb. 2020           | Lyon-La Duchère          | Nat                      | 23         | 10         | 7          | 6          | CF              | 2               | 1               | 1               | 0               | -                  | -                  | -                  | -                  | -                  | -           | -           | -           | -           | -           | 25     | 11     | 8      | 6      | 44,00      | Eson.            |
| Totale carriera          | Totale carriera          | Totale carriera          | 419        | 160        | 103        | 156        |                 | 49              | 34              | 3               | 12              |                    | 6                  | 4                  | 0                  | 2                  |             | -           | -           | -           | -           | 474    | 198    | 106    | 170    | 41,77      |                  |

## Palmarès

### Giocatore
- Campionato francese: 1

Saint-Étienne: 1980-81

### Allenatore
- Coppa Svizzera: 1

Sion: 2010-11